# Maison Cordienne
La maison Cordienne est un édifice situé à Jussey, en France.

## Description
La maison se compose d'un corps de logis, d'une tour coiffée d'un toit à impériale contenant un escalier et un pigeonnier contenant approximativement 250 boulins et d'une grange autrefois salle d'école aménagée au milieu du XIXe siècle, ainsi que de remises externes ajoutées au début du XXe siècle.

## Localisation
L'édifice est situé sur la commune de Jussey, dans le département français de la Haute-Saône.

## Historique
Une date figurant sur un linteau nous apprend que la maison fut construite en 1717, mais largement transformée peu de temps après. la tour semble antérieure à cette date L'organisation intérieure du XVIIIe siècle a été conservée, de même que des éléments de décor.
L'édifice est inscrit au titre des monuments historiques en 1997.

## Sources
- L'Est républicain, 03/03/2015, Jussey, une embarassante maison à évaluer.